# Christa Wißkirchen
Christa Wißkirchen (* 19. Januar 1945 in Bad Frankenhausen/Kyffhäuser)  ist eine deutsche Lehrerin, Komponistin und Autorin von Kinderbüchern.

## Leben
Nach dem Studium der Germanistik und Musik in Köln arbeitete sie einige Jahre als Lehrerin und widmete sich dann ihrer Familie, insbesondere ihren drei Kindern. Außerdem veranstaltete und leitete sie Literatur-Gesprächskreise in der Erwachsenenbildung. Sie war bis zu dessen Tod im Jahr 2018 mit dem Musikpädagogen Hubert Wißkirchen verheiratet.
Sie schreibt Gedichte und gelegentlich Kurzprosa in Zeitschriften und Anthologien, daneben Texte und Lieder für Kinder für verschiedene Verlage.
Ihre Beschäftigung mit Vorschulkindern brachte sie dazu, Musik für Kinder zu komponieren. Vorwiegend schreibt sie Lyrik und gelegentlich Kurzprosa, daneben Geschichten, Gedichte und Lieder für Kinder. Sie lebt mit ihrer Familie in Pulheim-Stommeln.

## Auszeichnungen
- 1991: Bopparder Literaturpreis

## Veröffentlichungen
- 2003: Geduld ist alles. Geschenkbuch. Coppenrath Verlag, Münster, ISBN 978-3-8157-2629-7
- 2006: Die alte Eule erzählt Geschichten. Verlag Kerle bei Herder, Freiburg, ISBN 978-3-451-70719-3
- 2007: Als das Christkind auf die Erde kam. Coppenrath Verlag, Münster, ISBN 978-3-8157-7159-4
- 2009: Geschichten aus dem Mühlendorf. Selbstpublikation. Engelsdorfer Verlag, Leipzig, ISBN 978-3-86901-155-4
- 2011: Das verrückte Dino-ABC. Coppenrath Verlag, Münster, ISBN 978-3-8157-5409-2
- 2014: Schule ist cool!. Coppenrath Verlag, Münster, ISBN 978-3-649-61616-0
- 2016: Nach der Flut. Edition Faust, Frankfurt am Main, ISBN 978-3-945400-31-9
- 2017: Der Osterhas auf Reisen. Coppenrath Verlag, Münster, ISBN 978-3-649-62304-5
- 2020: Um ein Uhr kommt der Hundebus. Wolfgang G. Haas-Musikverlag Köln e. K., Köln, ISBN 978-3-945400-31-9

### Weitere Veröffentlichungen
- Beiträge in Anthologien z. B. des Landpresse Verlags (Hrsg. Axel Kutsch)
- Beiträge in Literaturzeitschriften, z. B. Jahrbuch der Lyrik, Das Gedicht, Muschelhaufen
- Passauer Pegasus, neue deutsche Literatur
- Kindertexte und Lieder in Schulbüchern, Kinderzeitschriften und Sammelbänden